# Ferrero Rocher
Ferrero Rocher es una marca de bombones con avellanas de la empresa italiana Ferrero. Están formados por una capa de barquillo rellena con pasta de cacao y avellanas, recubierta por una capa de chocolate con avellanas trituradas y una avellana entera en el interior, además de manteca de palma, envueltos en papel metalizado y colocados individualmente sobre un molde de papel engrasado. Se presentan en bandejas o en cajitas de metacrilato transparente. Se comercializaron por primera vez en Europa en 1982. Según anuncia el fabricante, sólo se distribuyen en invierno para evitar que el calor los derrita. No obstante, en algunos países, como Australia y Nueva Zelanda, la Navidad se celebra en verano, y en ellos Ferrero Rocher también se comercializa en la época estival. 

## Historia
Ferrero Rocher se introdujo en 1979 en Italia, y en otras partes de Europa en 1982. Poco después de su lanzamiento, la producción se detuvo debido a un problema con la impresión de etiquetas. Michele Ferrero, el inventor, nombró al chocolate haciendo alusión a Rocher de Massabielle, una gruta en el santuario católico de Lourdes, por cuya virgen sentía gran devoción.

## Composición
Un 30 % del bombón se compone de chocolate con leche elaborado con azúcar, manteca de cacao, pasta de cacao, leche en polvo desnatada, mantequilla concentrada y emulgentes (lecitina de soja y vanillina). Tiene también un 28,5 % de avellanas. El 41,5 % restante del bombón se compone de azúcar, manteca de palma, harina de trigo, suero lácteo en polvo, cacao desgrasado, emulgentes: lecitinas (soja), gasificantes (carbonato ácido de sodio), sal, vainillina.

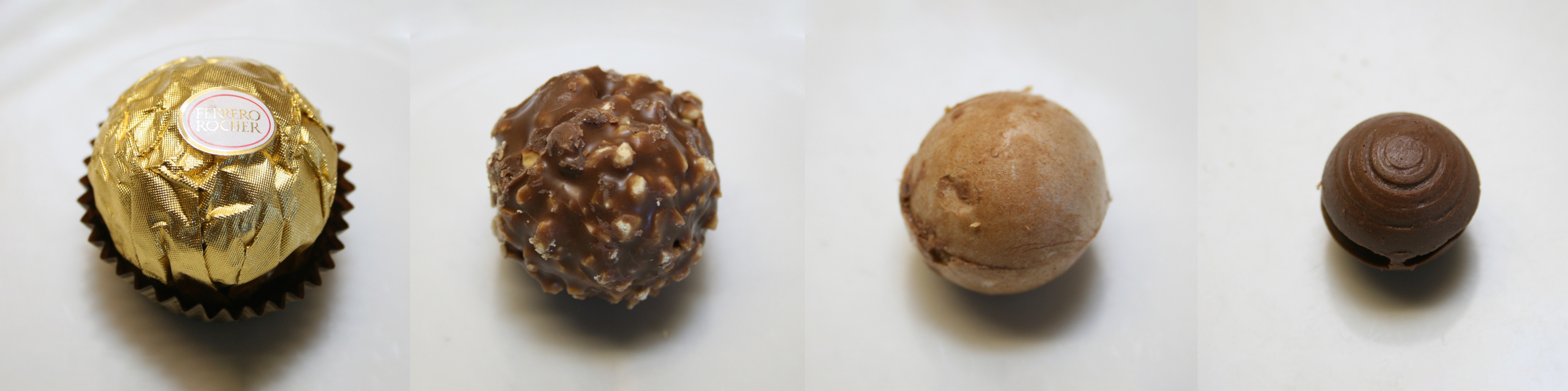
Ferrero Rocher capa a capa.